# 宮木又七
宮木 又七（みやぎ またしち、明治3年9月28日（1870年10月22日） - 1929年（昭和4年）6月14日）は、朝鮮総督府官僚。

## 経歴
山梨県出身。平井家に生まれ、宮木経吉の養子となった。1899年（明治32年）に東京帝国大学法科大学政治科を卒業。統監府書記官となり、韓国政府の招聘で仁川税関長となった。1910年（明治43年）からは朝鮮総督府仁川税関長となる。その後、全羅南道長官、同知事を務めた。
退官後は日露実業株式会社社長に就任した。

## 栄典
- 1915年（大正4年）3月1日 - 正五位[5]